# Ниневия
Нине́ви́я или Нин (аккад. 𒌷𒉌𒉡𒀀, Ninwe; ассир. ܢܸܢܘܵܐ, N'nwe; арам. ܢܸܢܘܵܐ, N'nwe; ивр. נינוה, Nīnewe‎; др.-греч. Νινευή; лат. Nineve; араб. نَيْنَوَى‎,  'naj na wa) — с VIII—VII веков до н. э. столица Ассирийского государства. Находилась на территории современного Ирака (город Мосул), на левом берегу реки Тигр на холмах Куюнджик. Древние греки считали основателем Ниневии некоего Нина или библейского Нимрода.

## История

### Начала города
Окрестности города были заселены ещё во время позднего неолита в 6-м тысячелетии до н. э. Вертикальное электрическое зондирование обнаружило здесь слои, в настоящее время датированные ранней археологической культурой хассунского периода. Сама Ниневия известна как поселение начиная с середины 3-го тысячелетия до н. э.. Этому времени соответствует археологический период Ниневии V (XXVIII-XXVII века до н. э.), бывший современником Куро-араксской культуры и наследовавший периоду Джемдет-Наср.
С древнейших времён она была известна как место расположения Эмишмиша, храма богини Иштар. Один из первых её храмов был разрушен землетрясением и отстроен при аккадском царе Маништушу в XXIII веке до н. э. Первоначально он мог принадлежать не Иштар, а хурритской богине: название Ниневии — местное (субарейское, хурритское или даже прототигридское), и до среднеассирийской эпохи город был, вероятно, в основном хурритским. Ниневия упоминается в ассирийских надписях периода Шамшиадада I.
Затем (в XV—XIV веках до н. э.) находилась под властью государства Митанни, статуя богини-покровительницы города Иштар была отправлена миттанийским царём Тушраттой египетскому фараону Аменхотепу III. Около 1365 года до н. э. ассирийский царь Ашшур-убаллит I установил свой суверенитет над Ниневией. Правители Салманасар I (1274—1244 до н. э.) и Тиглатпаласар I (1115—1076 до н. э.), известные как активные строители первой ассирийской столицы Ашшура, также оставили свои надписи в Ниневии.

### Столица Ассирии
Город активно застраивался во время Новоассирийской империи, начиная с Ашшурнацирапала II (884—859 до н. э.) и при таких последующих правителях, как Тиглатпаласар III, Саргон II, Синаххериб, Асархаддон и Ашшурбанипал: они отстраивали старые и возводили новые дворцы, а также храмы Сина, Ашшура, Нергала, Шамаша, Нинурты, Иштар, Таммуза и Набу (в Библии также упоминается некий ниневийский бог Нисрох).
Столицей Ассирийского государства Ниневия становится в конце VIII—VII веков до н. э. во время царствования Синаххериба, перенесшего свой трон в Ниневию из Дур-Шаррукина. При этом разрушителе Вавилона территория города была значительно увеличена и обнесена мощными укреплениями, был построен новый дворец, обновлены храмы. Для снабжения города и разбитых вокруг него садов хорошей водой соорудили акведук. В это время город простирался на 4 км вдоль Тигра; его главная улица, так называемая дорога процессий, была шириной 26 м. Город имел строгую планировку, нарушать которую застройщикам запрещалось особым предписанием.
После смерти Ашшурбанипала, собравшего в своём ниневийском дворце огромную библиотеку на 30 тысяч глиняных табличек, начался упадок Ассирийской империи и её столицы. В 612 году до н. э. Ниневия была разрушена объединённым войском вавилонян, мидян и скифов, державшим её в осаде два года. Мидийская армия Киаксара перед этим взяла Тарбису близ Ниневии и разбила рядом лагерь, затем к ней присоединились вавилонские союзники. К августу они окончательно сломили оборону, взяли и разграбили город. Ассирийский царь Син-шар-ишкун был убит во время осады, и новым царём был провозглашён его брат Ашшур-убаллит II, который отказался подчиниться победителям и сумел бежать из Ниневии, обосновавшись в Харране. Несмотря на полученную от египтян помощь, он и остатки его государства были разгромлены в ближайшие три года.

### После падения
В Персидской империи Ахеменидов через Ниневию пролегала Царская дорога. Однако уже в дни греческих историков Ктесия и Геродота (V век до н. э.) Ниневия считалась уделом прошлого, и когда Ксенофонт с «Десятью тысячами» проходили через это место после битвы при Кунаксе 401 года до н. э., они нашли его обезлюдевшим и не знали, что это за город (имя Ниневии не упоминается и во времена римлян, основавших здесь военную колонию).
После 612 года до н. э. здесь нет новых ассирийских табличек, хотя присутствуют эламитские. Впрочем, археологически засвидетельствованы позднее восстановление местного храма Набу, дальнейшее использование дворца Синаххериба и библиотеки Ашшурбанипала, а затем — и свидетельства эллинистических синкретических культов (здесь обнаружена статуя Гермеса и греческая надпись в святилище месопотамских божеств Себитти, а также изображение Геракла). Дело в том, что город вновь заселялся во времена Империи Селевкидов, а при Парфянском царстве здесь открыли муниципальный монетный двор, чеканивший бронзовую монету. Согласно Тациту, в 50 году н. э. город взял претендент на парфянский престол Мехердат.
Во II веке здесь уже проживали христиане, и к 554 году в городе располагалась епископская кафедра Церкви Востока. В районе 570 и 595 годов близ Ниневии были основаны два монастыря; здесь проходила деятельность Исаака Сирина. Ниневия упоминается как место главной битвы Ирано-византийской войны в 627 году н. э. К этому моменту город уже давно пришёл в запустение, и основанный на противоположном берегу Мосул стал её фактическим преемником.
Древнегреческая мифология связывала основание Ниневии с эпонимическим царём Нином.

## Особенности города
В городе при Синаххерибе была создана стена с периметром 12 километров, 15-ю воротами и высотой более чем 20 метров. У крепости города была продуманная система передовых укреплений на ближайших подступах к столице.

## Культура и наука
Во время царствования Ашшурбанипала в Ниневии была создана знаменитая царская Куюнджикская библиотека, в которой хранилось более 30 тыс. клинописных табличек.
Во время раскопок дворцов ассирийских правителей Сеннахириба и Ашшурбанипала найдены многочисленные рельефы с изображениями (ныне хранящиеся в Британском музее, в Лондоне). Во дворце Сеннахириба на рельефах были изображены преимущественно военные и строительные сцены, в то время как во дворце Ашшурбанипала — в основном сцены охоты. Также были обнаружены статуи крылатых быков и львов — хранителей врат.

## Раскопки
Местонахождение Ниневии определил Рич в 1820 году. В 1842 году холм Куюнджик, под которым были скрыты руины Ниневии, начал раскапывать французский консул Поль-Эмиль Ботта, но ничего не обнаружил и перенёс раскопки к Хорсабаду, возникшему на месте Дур-Шаррукин, столицы Саргона II.
Первым руины Ниневии исследовал в 1847 году британец Остин Генри Лэйард. В результате раскопок Лэйард нашёл дворец Синаххериба. Благодаря раскопкам Лэйард стал знаменит, его двухтомник «Ниневия и её руины», а затем книга «Ниневия и Вавилон» стали крайне популярны в Европе. Однако он заболел и был вынужден покинуть Месопотамию, став английским политиком. Методы раскопок Лэйарда не были научными: он так спешил поделиться своими находками с миром, что часто разбивал найденные скульптуры на части или брал только часть их, оставляя остальные в земле. С 1852 года раскопки продолжил работник Лэйарда, айсор Рассам. Он нашёл дворец Ашшурбанипала, а в 1854 году — Куюнджикскую библиотеку, содержавшую более 30 000 глиняных клинописных табличек.

## Угроза разрушения
Летом 2014 года боевики группировки ИГИЛ в ходе боёв с иракской армией заняли Мосул, расположенный в районе Ниневии. Они объявили о своём намерении уничтожить стены и артефакты Ниневии, если войска попытаются освободить город. В начале 2015 года был взорван участок, где располагались остатки стены и городских укреплений Ниневии, в районе современного аль-Тахрира. В марте 2015 года боевики уничтожили музейные экспонаты и руины объектов Всемирного наследия ЮНЕСКО — Хорсабада, Нимруда и Хатры.
13 апреля 2016 года боевики ИГИЛ при помощи тяжелой техники разрушили двухтысячелетний памятник архитектуры «Врата бога». Ворота представляли собой сооружение, охранявшее въезд в древний город Ниневия. Очевидцы сообщили, что боевики демонтировали часть стен Ниневии и продали каменные блоки.

## Библейские упоминания
В Библии написано: «Из сей земли вышел Ассур и построил Ниневию, Реховофир, Калах и Ресен между Ниневиею и между Калахом; это город великий» (Быт. 10:11, 12). Также по Библии Ниневия была спасена от гибели Богом, по книге пророка Ионы, который предупредил город о необходимости покаяния, это произошло около 760 года до н. э. Однако около 664—612 года до н. э. пророк Наум пророчествовал о разрушении Ниневии, потому что Ниневия была греховной, и она вторглась в Израиль.